# Аруба на летних Олимпийских играх 2020
Аруба на летних Олимпийских играх 2020 года была представлена 3 спортсменами в 2 видах спорта.  Знаменосцами сборной Арубы, на церемонии открытия Игр стали пловцы Эллисон Понсон и Микель Шройдерс. По итогам соревнований сборная Арубы, принимавшая участие в своих девятых летних Олимпийских играх, вновь осталась без медалей.

## Состав сборной
Стрельба
1. Филипп Элхейдж

 Плавание
1. Микел Шройдерс
2. Эллисон Понсон

## Результаты соревнований

### Стрельба
| Спортсмен      | Соревнование                                                           | Квалификация | Квалификация | Финал     | Финал     |
| Спортсмен      | Соревнование                                                           | Результат    | Место        | Результат | Место     |
| -------------- | ---------------------------------------------------------------------- | ------------ | ------------ | --------- | --------- |
| Филипп Элхейдж | Стрельба из пневматического пистолета на расстоянии 10 метров, мужчины | 556          | 35           | Не прошёл | Не прошёл |

### Плавание
| Спортсмен       | Соревнование | Предварительный раунд | Предварительный раунд | Полуфинал | Полуфинал | Финал     | Финал     |
| Спортсмен       | Соревнование | Время                 | Место                 | Время     | Место     | Время     | Место     |
| --------------- | --- | --------------------- | --------------------- | --------- | --------- | --------- | --------- |
| Микель Шройдерс | Плавание на летних Олимпийских играх 2020 — 100 метров вольным стилем (мужчины)\|Плавание на 100 метров вольным стилем (мужчины) | 49.31                 | =30                   | Не прошёл | Не прошёл | Не прошёл | Не прошёл |
| Микель Шройдерс | Плавание на 200 метров вольным стилем (мужчины)                                                                                  | 1:49.43               | 33                    | Не прошёл | Не прошёл | Не прошёл | Не прошёл |
| Аллисон Понсон  | Плавание на 50 метров вольным стилем (женщины)                                                                                   | 26.03                 | 39                    | Не прошёл | Не прошёл | Не прошёл | Не прошёл |